# Municipio de Peoria (Kansas)
El municipio de Peoria (en inglés: Peoria Township) es un municipio ubicado en el condado de Franklin en el estado estadounidense de Kansas. En el año 2010 tenía una población de 672 habitantes y una densidad poblacional de 7,28 personas por km².

## Geografía
El municipio de Peoria se encuentra ubicado en las coordenadas 38°36′5″N 95°7′00″O / 38.60139, -95.11667. Según la Oficina del Censo de los Estados Unidos, el municipio tiene una superficie total de 92.33 km², de la cual 91,45 km² corresponden a tierra firme y (0,95 %) 0,88 km² es agua.

## Demografía
Según el censo de 2010, había 672 personas residiendo en el municipio de Peoria. La densidad de población era de 7,28 hab./km². De los 672 habitantes, el municipio de Peoria estaba compuesto por el 97,77 % blancos, el 0,3 % eran afroamericanos, el 0,15 % eran asiáticos, el 0,74 % eran de otras razas y el 1,04 % eran de una mezcla de razas. Del total de la población el 2,98 % eran hispanos o latinos de cualquier raza.